# Gheorghe Lazăr (Ialomița)
Gheorghe Lazăr è un comune della Romania di 2 374 abitanti, ubicato nel distretto di Ialomița, nella regione storica della Muntenia.
Il comune porta il nome del pedagogista Gheorghe Lazăr (1779-1821).